# 牛秀蘭
牛秀蘭（1898年6月3日—1990年3月31日），山東恩縣人，曾任孫中山、蔣中正、蔣經國的看護。

## 生平

### 從事護理
牛秀蘭生於1898年農曆四月初五，山東恩縣人，小學畢業後，入貝滿女中學就讀，為謝冰心同學。
1924年，牛秀蘭進人北京協和醫院工作，次年升任護理長，並擔任孫中山住院時的專任護理。她後來回憶孫中山去世當天，和其他護士曾經悲痛地哭過。中日戰爭爆發後，她擔任戰地護士，1949年隨政府至臺灣，先後擔任蔣中正、蔣經國的家庭護理，後轉任臺大醫院任護理督導，1969年退休。

### 退休生活
牛秀蘭退休後一人獨居台大教職員單身宿舍。每天清晨四點鐘，她就到新公園去運動，會教大家打拳、跑步或唱歌。她晚年多次參加各項高齡運動比賽，與九九田徑隊的創辦人林伯玉是跑友。
牛秀蘭參加了中國家庭教育協進會作社會服務工作，如協會在兒童節舉辦的園遊會唱歌。一次協會舉行舉辦「如何做一個現代的新女性」座談會，主張做一個現代婦女必須先建立幸福家庭，孤家寡人的她就對回「男人會的我都會」。她與好朋友組成一支名為「樂樂愛心服務隊」的業餘雜耍團，走遍臺灣各地像是創世社會福利基金會的老人院，博老人歡心、或為他們募款。因她和真光教養院創辦人石清是結拜姊妹，一次看到看見院童穿衣破舊不堪，就到處去徵募衣服，自己管接管送，有人見她年紀大過意不去，她會「怒目相視」。她還會拿積蓄為一名繳不出保證金的陌生男子作保、及積蓄拿出幫助育幼院院童。
1989年4月，牛秀蘭專程至南京中山陵，並與同學謝冰心暢談七十年離愁。
1990年3月31日，牛秀蘭在臺北榮民總醫院病逝。